# Stefan Klein

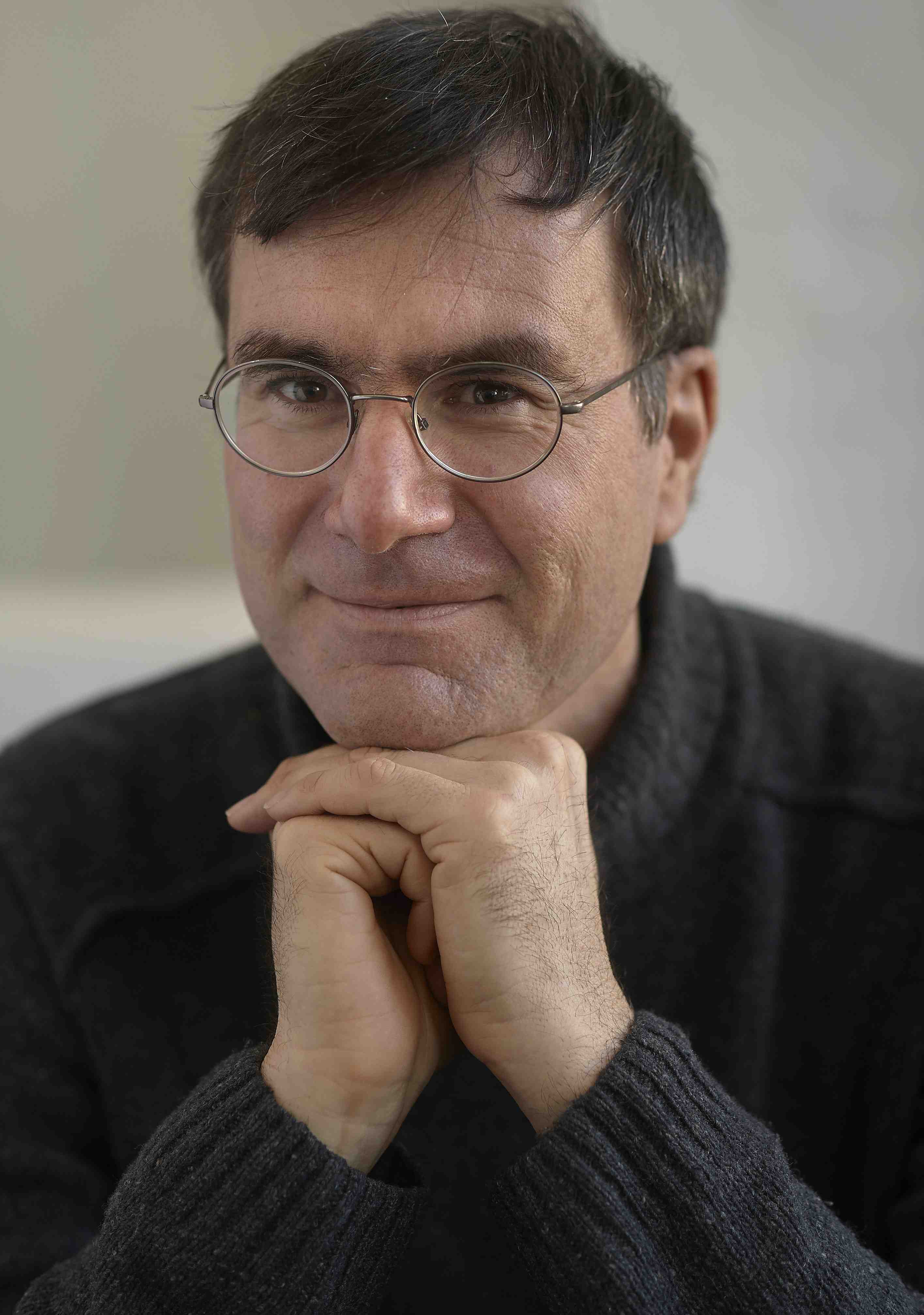
Stefan Klein

Stefan Klein (München, Duitsland, 1965) is een Duits schrijver uit Berlijn. Hij studeerde natuurkunde en filosofie en promoveerde in de biofysica. Hij was van 1996 tot en met 1999 wetenschapsredacteur bij Der Spiegel en won in 1998 de Georg von Holtzbrinckprijs voor wetenschapsjournalistiek.